# Rosularia
Rosularia is een geslacht van succulenten uit de Vetplantenfamilie (Crassulaceae). De soorten komen voor in het oostelijke Middellandse Zeegebied, Turkije, het Nabije Oosten, het Karakoramgebergte en het Altajgebergte.

## Soorten
- Rosularia adenotricha
- Rosularia aizoon
- Rosularia alpestris
- Rosularia blepharophylla
- Rosularia borissovae
- Rosularia chrysantha
- Rosularia davisii
- Rosularia elymaitica
- Rosularia glabra
- Rosularia globulariifolia
- Rosularia haussknechtii
- Rosularia jaccardiana
- Rosularia libanotica
- Rosularia lineata
- Rosularia pallida
- Rosularia pallidiflora
- Rosularia persica
- Rosularia pilosa
- Rosularia platyphylla
- Rosularia radicosa
- Rosularia rechingeri
- Rosularia rosulata
- Rosularia schischkinii
- Rosularia sedoides
- Rosularia semiensis
- Rosularia sempervivoides
- Rosularia serpentinica
- Rosularia serrata
- Rosularia subspicata
- Rosularia viguieri

Adromischus · Aeonium · Aichryson · Chiastophyllum · Cotyledon · Crassula · Diamorpha · Dudleya · Echeveria · Graptopetalum · Greenovia · Hylotelephium (Hemelsleutel) · Hypagophytum · Jovibarba · Kalanchoe (Kalanchoë) · Lenophyllum · Monanthes · Orostachys · Pachyphytum · Perrierosedum · Phedimus (Vlak vetkruid) · Pistorinia · Prometheum · Pseudosedum · Rhodiola · Rosularia · Sedum (Vetkruid) · Sempervivum (Huislook) · Thompsonella · Tylecodon · Umbilicus · Villadia